# Карев, Дмитрий Иванович
Дмитрий Иванович Карев (15 (28) августа 1914, Санкт-Петербург — ?) — советский футболист, полузащитник. Мастер спорта СССР по хоккею (1945).

## Биография
В 1935—1936 играл в «Красной заре» Ленинград, в мае — июне 1936 сыграл четыре матча в чемпионате, играл в полуфинале Кубка СССР 1936 против «Локомотива» Москва (0:5). В 1945 году был в составе «Спартака» Ленинград.
Участник Великой Отечественной войны. Награждён медалями «За оборону Ленинграда», «За победу над Германией в Великой Отечественной войне 1941—1945 гг.», «За боевые заслуги» (1947).